# Бешкув
Бешкув (пол. Bieszków, нім. Berthelsdorf) — село в Польщі, у гміні Ясень Жарського повіту Любуського воєводства.
Населення — 140 осіб (2011).
У 1975-1998 роках село належало до Зеленогурського воєводства.

## Демографія
Демографічна структура станом на 31 березня 2011 року:
|          | Загалом | Допрацездатний вік | Працездатний вік | Постпрацездатний вік |
| -------- | ------- | ------------------ | ---------------- | -------------------- |
| Чоловіки | 70      | 17                 | 44               | 9                    |
| Жінки    | 70      | 12                 | 37               | 21                   |
| Разом    | 140     | 29                 | 81               | 30                   |